# هينريتش مولر (أستاذ جامعي)
هينريتش مولر (بالألمانية: Heinrich Müller)‏ هو طبيب عيون وأحيائي ألماني، ولد في 17 ديسمبر 1820 في Castell, Bavaria ‏ في ألمانيا، وتوفي في 10 مايو 1864 في فورتسبورغ في ألمانيا بسبب هربس نطاقي.